# USS 제놀런 (NCC-2010)
USS 제놀런(영어: The USS Jenolan NCC-2010)은 스타 트렉에 등장하는 가공의 우주선이다. 23세기 후반에 활동한 연방의 수송선으로 2369년 엔터프라이즈-D에 의해 인위적으로 파괴되었다.
2293년, 제놀런은 다이슨 구체를 지나가다가 높은 중력에 못 이겨 결국 추락하게 된다. 연방에서는 생존자 수색을 하였으나 결국 못 찾았고, 이후 75년간 방치되어 있었다. 그러다가 2369년, 엔터프라이즈-D가 우연히 다이슨 구체를 발견하게 되고, 그곳에 있는 제놀런 호를 발견한다.
조르디 라 포지와 라이커는 제놀런으로 갔는데, 이상한 것은, 전송기 버퍼만 계속 작동하고 있었다는 것이다. 라포지가 콘솔을 작동시켜 보니, 몽고메리 스콧이 전송되어 왔다.(스콧은 추락 당시 자신이 기관사였음을 이용하여 전송기 버퍼를 조작, 75년간 생존하도록 작동시켰음.) 이후 몽고메리 스콧은 제놀런 호 추락에서 유일한 생존자로 기록된다.
이와 비슷한 계열의 함선으로 USS 내시 (NCC-2010-5)가 있다.